# 23234 Ліліанцай
23234 Ліліанцай (23234 Lilliantsai) — астероїд головного поясу, відкритий 20 листопада 2000 року.
Тіссеранів параметр щодо Юпітера — 3,456.
Названий на честь Ліліан Цай, яка стала призеркою конкурсу Intel International Science and Engineering Fair (ISEF), посівши друге місце.